# Венера-експрес

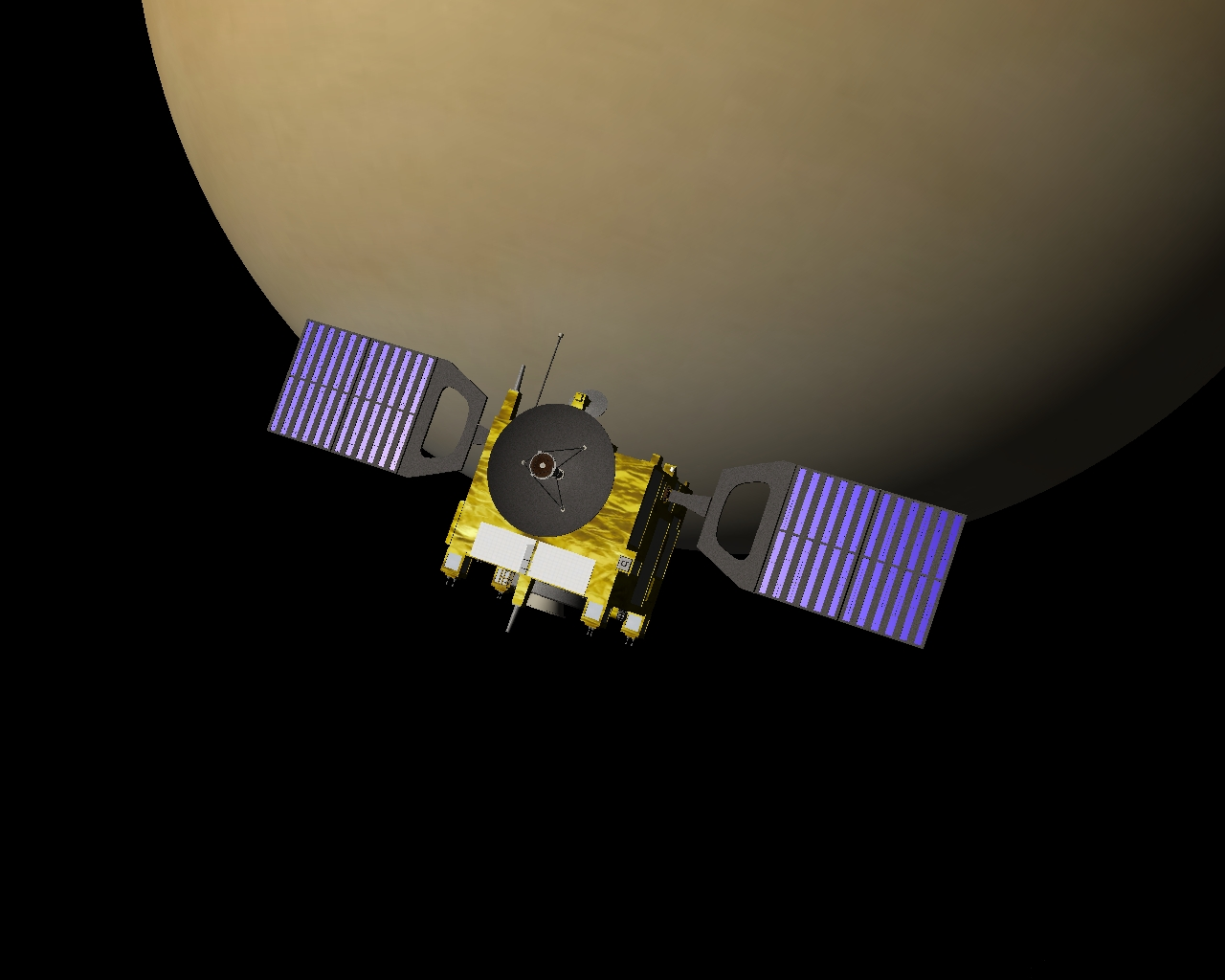
Малюнок «Венера Експрес»

«Венера-експрес» (англ. Venus Express) — космічний апарат Європейського космічного агентства, що вивчав Венеру у 2006–2012 роках. Апарат стартував у 2005 році.

## Підготовчий етап
Узгодження про запуск апарата Європейського космічного агентства і російсько-європейської компанії «Старсем» було підписано в червні 2003 року. Запуск апарата був запланований на 26 жовтня 2005 року з космодрому Байконур за допомогою ракети Союз-ФГ та розгінного блоку «Фрегат». 21 жовтня старт було перенесено на пізніший термін через забруднення апарата, що відбулося внаслідок порушення електровакуумної теплоізоляції розгінного блоку при підготовці до старту. Стартове вікно було відкрито 24 листопада. 3 листопада прес-служба Федерального космічного агентства розповсюдила заяву про те, що запуск відбудеться 9 листопада.

## Запуск та політ
9 листопада 2005 року о 6 годині 33 хвилини за московським часом (3:33 UTC) ракета-носій Союз-ФГ з міжпланетною станцією «Венера-експрес» успішно стартувала зі стартового майданчика. Через дві години після старту апарат вийшов на зв'язок з Європейським центром управління космічними апаратами (European Space Operations Centre — ESOC). Усі системи станції «Венера-експрес» відпрацювали в штатному режимі і вона продовжила свій автономний політ у міжпланетному просторі до виходу на навколовенеріанську орбіту, який відбувся 11 квітня 2006 року.

## Вивчення Венери

Траєкторія руху станції «Венера-експрес» навколо Венери з 1 квітня 2006 року до 1 квітня 2008 року

11 квітня 2006 апарат, увімкнувши двигун на 50 хвилин і зменшивши швидкість, вийшов на проміжну сильновитягнуту орбіту навколо планети (з перицентром близько 400 кілометрів і апоцентром 350 тисяч кілометрів). Після цього за допомогою додаткових маневрів був зроблений перехід на близькополярну робочу орбіту з перигесперієм всього 250 кілометрів і апогесперієм 66 тисяч кілометрів, з періодом обертання 24 години.
12 квітня з борту станції вперше знято раніше несфотографований південний полюс планети. Тестові фотографії з низькою роздільною здатністю були отримані за допомогою спектрометра VIRTIS із висоти 206 452 км над поверхнею.
Незважаючи на те, що це були тестові зображення, європейські вчені були здивовані якістю роботи апаратури і їх науковою цінністю: в атмосфері Венери, точно над південним полюсом, була відкрита темна воронка, аналогічна подібній над північним полюсом планети.

## Опис апарата
- Розміри КА: 1,5×1.8×1.4 м

- Стартова маса: 1250 кг

- Маса ракетного палива: 570 кг

- Ефективне навантаження: 90 кг

За вмістом апаратури «Венера-експрес» в основному копіює свій марсіанський прототип «Марс-експрес». Спектрометри, що працюють в ультрафіолетовому та інфрачервоному діапазонах, а також прилад АСПЕРА для аналізу навколопланетної плазми — це компоненти зі складу марсіанського апарата. До них було додано картуючий спектрометр VIRTIS, що був взятий із місії Розетта.
З унікальних пристроїв, що були розроблені спеціально для цієї місії, слід зазначити мініатюрну цифрову камеру. Ця камера фотографувала хмари та поверхню планети з частотою від 5 секунд до десятків хвилин.
За участі російських вчених були виготовлені планетний Фур'є-спектрометр PFS та атмосферний спектрометр SPICAV. Однак PFS виявився непрацюючим.

## Параметри орбіти
- Апоцентрична висота: 66 000 км

- Висота перицентрична: 250 км

- Період обертання: 24 години

- Нахил орбіти: 89,99°.

## Досягнення місії
Прилад АСПЕРА допоміг вивчити склад утікаючих з атмосфери Венери частинок. В основному вони представлені іонами водню, кисню та гелію. Було встановлено склад «тікаючої» плазми та доплерівське відношення водню та кисню, що відповідає складу води: два іони водню до одного іона кисню.
За допомогою VIRTIS спостерігалися свічення молекул кисню та вуглекислого газу в атмосфері. Відкриті нові деталі на тому боці планети, який повернутий до Сонця, і, відповідно, поглинає більшу частину сонячного тепла. При цьому в атмосфері утворюються окремі області «газові кишені», або «комірки конвекції».
Зареєстровано неочікувану теплу область, що отримала назву «температурної інверсії», була зареєстрована протягом декількох зоряних затемнень на нічній стороні планети. Науковці запропонували наступний механізм її нагріву: коли деяка обмежена область газу («газова кишеня») опускається з мезосфери в густіші шари атмосфери, то тиск, що збільшився, стискає «кишеню», в результаті чого всередині нього підвищується температура.
Вартість проєкту — близько 300 млн євро.
Венеріанське вивчення продовжать інші апарати: за «Венеріанським Експресом» в 2010 році до планети наблизився японський апарат Venus Climate Orbiter (Венеріанський кліматичний орбітальний апарат, з іншою назвою — «Планета-С», Planet-C). Але 7 грудня 2010 року він не зміг загальмуватися, тому подальше його використання під питанням.